# Greenwood (Nebraska)
Greenwood – wieś w Stanach Zjednoczonych, w stanie Nebraska, w hrabstwie Cass.